# Steven Berlin Johnson
Steven Berlin Johnson (6 giugno 1968) è un giornalista e scrittore statunitense.

## Biografia
Scrive per Wired, Slate e Discover Magazine. È autore di numerosi libri, il più noto dei quali, Everything Bad Is Good for You, è stato tradotto in italiano. Ad inizio 2009, per Time magazine, ha scritto un articolo su Twitter e sull'innovazione nel settore dell'informazione che gli Stati Uniti stanno producendo grazie a piattaforme come Twitter e YouTube.
Steven Johnson è stato speaker alla conferenza TED.

## Libri
- Tutto quello che fa male ti fa bene, Arnoldo Mondadori Editore, 2006 (trad. italiana di Everything bad is good for you)